# Cochito
El Cochito horneado o Cochito como se le llama localmente, es un platillo originario de la ciudad de Chiapa de Corzo, y uno de los guisos principales en la fiesta de Enero en Chiapa de Corzo. 

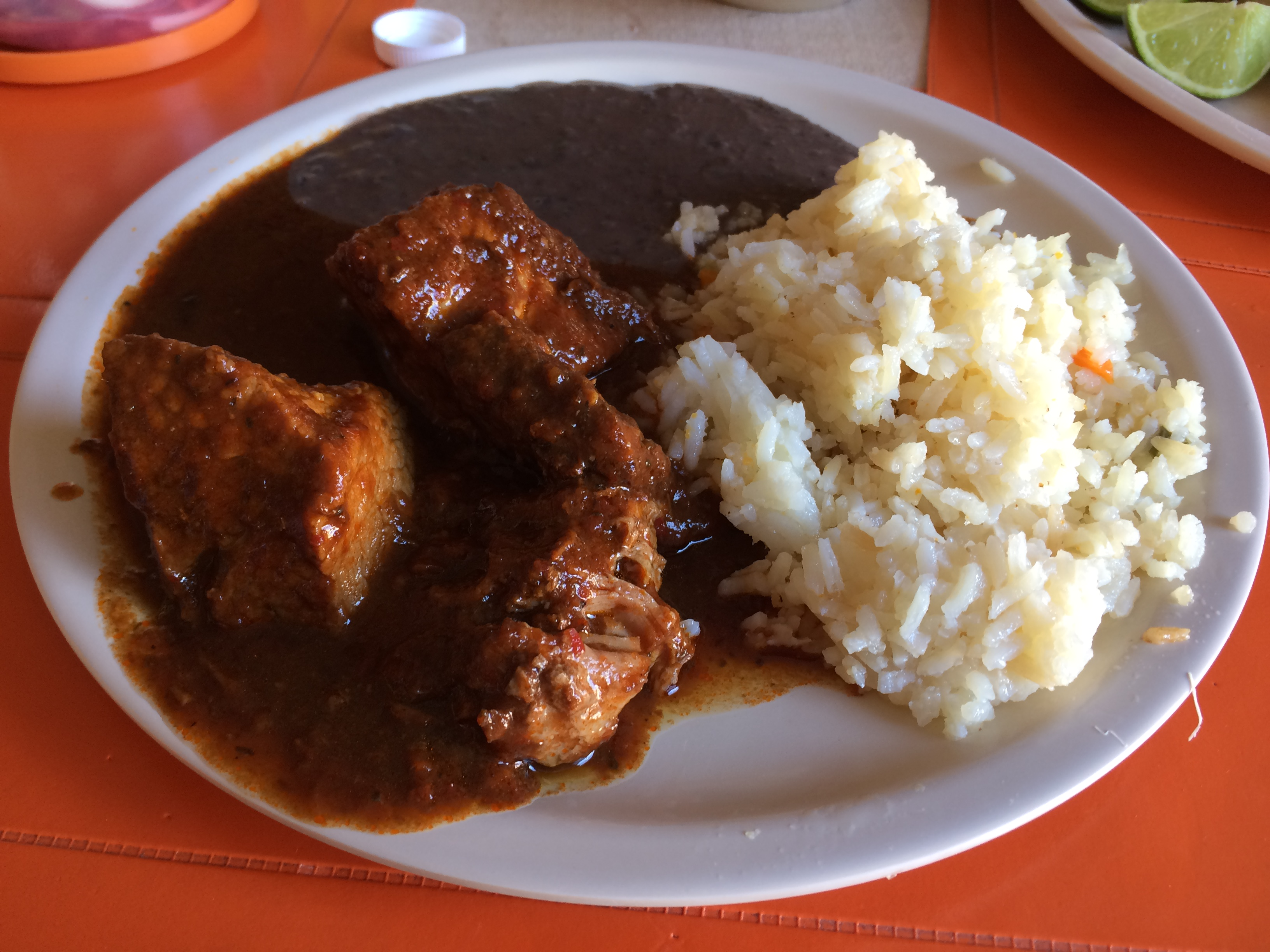

Platillo mestizo, es tradición comerlo el 22 de enero. Son trozos de carne cerdo horneada acompañados de un caldo llamado recado, lechuga y cebolla.

## Ingredientes
- Carne de cerdo.
- ½ Cucharada de Pimienta
- 3 Cucharadas Soperas de Orégano
- 1 Cucharada de Tomillo
- 1 Cucharada de Chile Ancho Molido
- 1 Cucharada Sopera de Ajo Picado
- 1 Cucharada de pimiento
- 3 Cucharadas de Perejil Picado
- ½ Vaso de Aceite Vegetal
- ½ Vaso de Vinagre Blanco
- Sal Refinada al Gusto
- Lechuga y cebolla

## Preparación
Sobre un recipiente para horno agrega la sal en abundancia, cubriendo toda la superficie. 
Coloca la carne de cerdo con el cuero hacia abajo. 
Cocina en el horno a temperatura mínima, hasta que tome un color dorado intenso. 
Para una pieza de diez kilogramos, será necesario aproximadamente dos horas de cocción. 
Mientras tanto, prepara un aderezo mezclando las especies, con el aceite y el vinagre. 
Retira del horno y baña con el aderezo todo la carne de cerdo estando aún caliente. 
Se deja enfriar hasta que esté a temperatura ambiente. 